# Gudok
Gudok – ludowy instrument muzyczny z rodziny smyczkowych występujący od średniowiecza do XIX wieku na obecnych terenach Rosji i Białorusi.
Najstarsze wizerunki gudoka uwiecznione są w XII-wiecznej ikonografii, w literaturze wzmiankowany był od 2. połowy XI wieku pod nazwą ros. смык (pol. smyk), a od XVII wieku jako ros. гудок (pol. gudok). Badacze przypuszczają, że może wywodzić się od fideli bizantyjskiej. Najstarsze zabytki (zachowane fragmenty instrumentu) znaleziono na stanowiskach archeologicznych w Nowogrodzie Wielkim; datowane są na XI–XIV wiek. Najstarszy zachowany w całości pochodzi z XIV wieku.
Gudok miał gruszkowaty kształt; wykonywany był z jednego kawałka drewna. Okrągły, płytki i lekko zaoblony od spodu korpus przechodził płynnie w szeroką szyjkę zakończoną deską kołkową z odspodnio osadzonymi kołkami. W płaskiej płycie rezonansowej znajdowały się dwa otwory w kształcie półksiężycy oraz, w niektórych egzemplarzach, kilka niewielkich okrągłych otworów. Instrument miał trzy struny – jedną melodyczną i dwie burdonowe. Podczas gry gudok trzymano pionowo, wsparty na kolanie. Struny wzbudzano smyczkiem.